# Villedoux
Villedoux – miejscowość i gmina we Francji, w regionie Nowa Akwitania, w departamencie Charente-Maritime.
Według danych na rok 1990 gminę zamieszkiwało 958 osób, a gęstość zaludnienia wynosiła 60 osób/km² (wśród 1467 gmin regionu Poitou-Charentes Villedoux plasuje się na 327. miejscu pod względem liczby ludności, natomiast pod względem powierzchni na miejscu 543.).